# Ácido difenólico
El ácido difenólico es un ácido carboxílico con la fórmula molecular C17H18O4. Su nombre IUPAC es 4,4-bis (p-hidroxifenil) pentanoico, y puede ser preparado por la reacción de condensación de fenol con ácido levulínico en presencia de ácido clorhídrico. La ecuación química para esta síntesis es: 
2C6H5OH + CH3C(O)CH2CH2COOH → CH3C(p-C6H4OH) 2CH2CH2COOH + H2O 

## Características
Se trata de un sólido a temperatura ambiente, que funde a 168-171 °C y hierve a 507 °C. El ácido difenólico es soluble en etanol, isopropanol, acetona, ácido acético, y metil-etil-cetona, pero insoluble en benceno, tetracloruro de carbono, y xileno. 
Puede ser un sustituto adecuado para el bisfenol, para ser utilizado como un plastificante.